# 巴代
巴代（卑南語：Badai，1962年—），漢名林二郎，是一位出身台東縣卑南鄉泰安村Damalagaw部落（大巴六九部落）的作家。

## 生平概略

### 早年生活
1962年，他出生於臺東縣卑南鄉泰安村大巴六九部落。1974年，他自臺東縣卑南鄉太平國民小學畢業。1977年，他自卑南鄉卑南國中畢業。

### 軍職生涯
1980年，他畢業於中正國防幹部預備學校（第二期），旋即進入中華民國陸軍軍官學校（簡稱「陸軍官校」）（第53期）就讀。1984年，他畢業於陸軍官校，分發至中華民國海軍陸戰隊，中尉任職。
1988年，他結婚並定居高雄縣岡山鎮。
1991年，他就讀於美國野戰砲兵高級班1-92年班（U.S Army Field Artillery Officer Advenced Course Class 1-92）。1993年，他就讀於三軍大學陸軍指參學院83年正規班。
1994年，他接受腦下垂體腫瘤切除手術，右眼失明。
1995年，他自陸戰隊離職，轉任嘉義高中少校軍訓教官。1996年，他轉任台南師範學院軍訓教官。

### 文學生涯
2003年，他就讀於國立台南大學台灣文化研究所，2005年畢業並取得碩士學位，學位論文為《以大巴六九部落的實踐經驗芻建卑南族巫術的理論》。
2006年，他以軍職中校身份退伍，在國立台南大學兼任講師。
2009年，台灣原住民族作家筆會成立，他擔任副會長。
2010年，他第一次參與廣告演出，作品名稱為「馬大山的合唱團」。2011年，他第一次參與電影演出，作品名稱為「白天的星星」。
2016年，他獲選為台灣原住民族文化發展協會理事長；同年，他當選為台灣原住民筆會會長。
2019年，他獲選為國立台南大學傑出校友（創作類）。
他的短篇小說主要關懷（臺灣）原住民族在現代社會的適應，長篇小說則以族群歷史、文化作為創作素材。他的作品特色為其濃厚歷史現場感、豐富的文化意象與細膩的戰爭情緒。

## 創作題材與風格
巴代的作品以卑南族部落作為敘事主體，其創作內容根基於自身的原住民身份與軍旅經驗。寫作風格偏向口語化，平實易讀而不失生動。寫作語言採取中文與卑南語並用的形式，行文與對話邏輯中充滿原住民特有的語言趣味，例如使用「太陽剛剛偏過肩膀的時候」來描述時過中午。其筆下以家鄉「大巴六九部落」為背景的小說《笛鸛》與《白鹿之愛》，皆以臺灣原住民歷史為題材的創作，重塑了卑南族的歷史記憶與文化價值，並顯現族群性別關係、反殖民策略。
巴代的作品傳達部落的傳統文化，也關注原住民傳統與社會發展之間的衝突，例如現今制度與觀光對於傳統祭典的衝擊、傳統狩獵被視為破壞生態而被禁止等議題。其將自身定位為文史工作者，研究部落的日常生活、傳統巫術與文化。文學創作則是他用來記錄文史考察、部落耆老訪問成果的方式，將族群歷史、文化均在小說中呈現。
軍旅生涯的經驗使巴代得以了解戰爭的本質、戰略的意義，並將其細緻的應用於小說題材之中。例如描寫「大巴六九部落」與「內本鹿」交戰的小說《馬鐵路》，即運用軍事題材表現出巴代對於卑南族身份的認同感營造。巴代常將重點放在士兵的內心描寫，反映出其人文關懷的心理。他認為戰爭應該盡力被避免，並藉由帶有同理心的書寫表達自己對於和平止戰的信念。

## 著作

### 小說

#### 長篇小說
- 《笛鸛：大巴六九部落之大正年間》（台北市：麥田出版，2007）

［日譯本］魚住悦子譯，タマラカウ物語〈上〉女巫ディーグワン（千葉縣：草風館，2012）
［英譯本］Catherine Hsiao譯，Sorceress Diguwan (USA: Serenity International, 2013)
- 《斯卡羅人：檳榔‧陶珠‧小女巫》（台北縣：耶魯國際文化，2009）
- 《走過：一個台籍原住民老兵的故事》（台北市：INK印刻文學，2010）
- 《馬鐵路：大巴六九部落之大正年間（下）》（台北縣：耶魯國際文化，2010）

［日譯本］魚住悦子譯，タマラカウ物語〈下〉戦士 マテル（千葉縣：草風館，2012）
- 《白鹿之愛》（台北市：印刻文學生活雜誌出版有限公司，2012）

［捷克譯本］Láska Bílého Jelena， Jana Šimonová 譯，2018。
- 《巫旅》（台北市：印刻文學生活雜誌出版有限公司，2014）
- 《最後的女王》（台北市：印刻文學生活雜誌出版有限公司，2015）
- 《暗礁》（台北市：印刻文學生活雜誌出版有限公司，2015）

［日譯本］魚住悦子，暗礁（千葉縣：草風館，2018）
- 《浪濤》（台北市：印刻文學生活雜誌出版有限公司，2017）
- 《野韻》（台北市：印刻文學生活雜誌出版有限公司，2018）
- 《月津》（台北市：印刻文學生活雜誌出版有限公司，2019）

#### 短篇小說
- 《短篇小說集-薑路》（台北市：山海文化雜誌社，2009）韓譯本/林大根譯2020

### 研究
- 2005〈文學作品中的作家身影描摹：以《山野笛聲》的里慕伊．阿紀為例〉，「台灣原住民文學國際研討會」，山海雜誌社辦理，花蓮中信飯店。
- 2005《以大巴六九部落的實踐經驗芻建卑南族巫術的理論》，國立臺南大學台灣文化研究所碩士論文。
- 2007〈Barvalyu大巴六九部落的收驚安魂巫術〉（中央研究院民族學所資料彙編 頁65−103）
- 2008〈《楚辭·招魂》再現？：試論卑南族收驚安魂巫術儀式的文學表現〉，收錄於《Daramaw：卑南族大巴六九部落的巫覡文化》，（台北縣：耶魯國際文化，2009）
- 2010〈Gilabus：大巴六九部落的禳祓除祟巫儀〉收錄於《台灣原住民巫師與儀式展演》胡台麗、劉璧榛主編（台北：中央研究院民族學所，頁189－257）
- 2010‘Chants of Shamanic Rituals of the Damalagaw among the Puyuma’，International Conference“Shamanic Chants and Symbolic Representation”「巫師吟唱與象徵再現」國際研討會，中央研究院民族學研究所，第一會議室。
- 2009《Daramaw：卑南族大巴六九部落的巫覡文化》改編自2005年「台南大學台灣文化研究所」碩士論文〈從大巴六九部落的實踐與驗證，芻建卑南族巫術的理論〉，（台北縣：耶魯國際文化）
- 2011《吟唱‧祭儀：大巴六九部落之祭儀歌謠》（新北市：耶魯國際文化）
- 2018〈口傳故事的再創作：以長篇小說《斯卡羅人》為例〉，《中國文化大學中文學報》35、36期合刊，61-74頁。台北

## 獲獎紀錄
- 短篇小說〈薑路〉（2000「第一屆中華汽車原住民文學獎」短篇小說首獎）
- 短篇小說〈獵〉（2000入圍聯合文學小說新人獎）
- 短篇小說〈女巫〉（2001「第二屆中華汽車原住民文學獎」短篇小說佳作）
- 報導文學〈山地眷村〉（2002「原住民報導文學獎」首獎）[5]
- 散文〈母親的小米田〉（「2004台灣原住民族散文獎」第二名）
- 《笛鸛：大巴六九部落之大正年間》（2008台灣文學獎長篇小說金典獎）
- 《笛鸛：大巴六九部落之大正年間》榮獲2008年金鼎獎最佳著作人獎[6]
- 《走過：一個台籍原住民老兵的故事》（2010入圍台灣文學獎長篇小說金典獎）
- 報導文學〈記一場大獵祭〉（2010入圍台灣文學獎母語創作報導文學金典獎）
- 長篇小說《白鹿之愛》（2012入圍台灣文學獎長篇小說金典獎）
- 榮獲2013第36屆吳三連文學獎（小說類）
- 長篇小說《最後的女王》（2013獲第3屆全球華文星雲文學獎歷史小說三獎）
- 長篇小說《巫旅》（2014入圍台灣文學獎長篇小說金典獎）
- 長篇小說《浪濤》（2015獲第5屆全球華文星雲文學獎歷史小說三獎）（2017獲第中文創作年度好書）
- 長篇小說《暗礁》（2016獲吳濁流文學獎小說類佳作）
- 獲贈2018年高雄文藝獎

## 展覽記錄
- 與夏曼·藍波安、里慕伊‧阿紀、陳又凌、甘耀明、阮慶岳、蔡兆倫、高翊峰、蘇偉貞、臥斧、周見信、御我一起參加新加坡書展。[7]

## 資料來源
1. 1 2  江, 育錡. . 國立中正大學臺灣文學研究所碩士論文. 2011-06-27  [2023-08-15]. （原始内容存档于2023-08-15）.
2. ↑  巴代. . 耶魯. 2010: 216. ISBN 9789578323780.
3. ↑  劉, 亮雅. . 清華學報. 2023-03-01, 53 (1): 171-202  [2023-08-15]. doi:10.6503/THJCS.202303_53(1).0005. （原始内容存档于2023-08-15）.
4. ↑  黃政. . 臺灣原住民族圖書資訊中心部落格.   [2023-08-15]. （原始内容存档于2023-08-15）.
5. ↑  . 山海文化 台灣原住民文學數位典藏. 2002. （原始内容存档于2017）.
6. ↑  http://www.literature.tw/award/index.php?option=com_content&view=article&id=342:2011-07-11-07-30-23&catid=52:2008&Itemid=109%5B%5D
7. ↑  .   [2017-12-19]. （原始内容存档于2017-11-07）.

## 外部連結
- 巴代的開放空間 （页面存档备份，存于）
- 巴代的Facebook專頁